# Clear Point
Der Clear Point ist eine Landspitze an der Nordküste Südgeorgiens. Sie bildet die Nordostseite der Einfahrt zum Leith Harbour in der Stromness Bay.
Der Name der Landspitze ist erstmals auf einer Landkarte der britischen Admiralität aus dem Jahr 1929 verzeichnet. Der Benennungshintergrund ist nicht überliefert.